# Industria del software
La industria del software es la industria que involucra la investigación, desarrollo, distribución y comercialización de software.

## Historia del software
Las computadoras pueden ser descritas por dos elementos básicos: el hardware y el software. El hardware es la parte de una computadora que es visible y tangible. En cambio, el software es el programa para computadoras, es decir, el software da instrucciones que controla el hardware.
Inicialmente, el gasto en computación era principalmente de hardware y el software era gratuito, o era incluido en el precio del hardware. Con la evolución de la técnica, los costos del hardware han disminuido en forma continua, mientras que el costo del software se ha transformado en la parte más importante del gasto en tecnología informática. Una idea muy extendida en la gente es que el hardware es más importante que el software.
Como concepto general, el software puede dividirse en varias categorías 
- Sistemas operativos (o software del sistema) que controlan el trabajo y funcionamiento del computador,
- Software de aplicación que entrega solución a tareas específicas para las que se utiliza el computador.

aciones adicionales. Existen también las licencias libres, en particular aquellas copyleft como la GNU GPL, y las permisivas como por ejemplo la Licencia BSD y la Licencia MIT. Las licencias libres se caracterizan por brindar al licenciatario el permiso de usarlo con cualquier propósito, estudiarlo, distribuirlo y modificarlo.

### Historia y evolución de la industria del software
- 1960-1970: Grandes computadoras centrales (mainframes) dominaban las grandes corporaciones. Los usuarios se limitaban a terminales sin poder de procesamiento.
- Principio de los 80: Se hace realidad tener un “computador de escritorio” (PC: Personal Computer). Paralelamente nace el “software de escritorio”, que promueve la productividad personal, como planillas de cálculo y procesadores de texto.
- Mediados de los 80: Los PCs se comienzan a conectar (Redes y Servidores). Se comparten archivos, discos duros e impresoras. Se popularizan aplicaciones como el correo electrónico y agendas compartidas.
- Principio de los 90: Es el dominio de sistemas  cliente/servidor.
- Mediados de los 90: Irrumpe con fuerza la red global: Internet. En sus inicios páginas estáticas entregan información, pero rápidamente se utiliza como medio de acceder a aplicaciones dinámicas e interactivas. Hoy en día las empresas extienden sus brazos sobre la red para eliminar intermediarios y acercar los procesos a los usuarios internos (intranet) o externos (extranet) a través de aplicaciones. Nacen nuevos negocios basados en Internet: e-commerce.
- Principio del 2000: Las redes inalámbricas, dispositivos móviles y celulares irrumpen con fuerza en los campos del entreteminiento, la música y los videos en Internet. Internet es usado normalmente para buscar información a través de buscadores de Internet (Google, Yahoo! y otros) y publicar información personal en Blogs.

## Desarrollo, producción y venta
El costo de producción de un paquete de software es insignificante, si se compara con el alto costo de su desarrollo.
Las empresas de software amortizan el desarrollo con la venta de una gran cantidad de paquetes de software. El fabricante que más venda dispondrá de mayor dinero para el desarrollo, marketing, distribución, etc., además de ganar crecientes economías de escala. Es por ello que el mercado del software tiene tendencia al monopolio. Las compañías pequeñas desaparecen o se fusionan con empresas más grandes, debido a su pequeña base instalada de usuarios, bajo soporte técnico y presupuestos de desarrollo escasos.
En esta industria el proceso de acumulación de ganancias puede ser muy rápido. Cuando el producto es exitoso genera importantes ganancias, a diferencia de uno que no, perderá mercado y será desplazado por otros que lo sustituirán y sus ganancias caerán abruptamente. Por esta razón una vez que un fabricante ha logrado una porción del mercado lo defiende a toda costa. Las técnicas habituales para defender su posición en el mercado son: cambio permanente (nuevas versiones), complejidad innecesaria y uso de la propiedad intelectual. Algunas técnicas de marketing con el mismo fin es el vapourware, que es cuando el software se promociona mucho antes de ser presentado o simplemente nunca llega. 
Las compañías de software se encargan de tener poderosas fuerzas de venta y canales de distribución. 
Los gastos iniciales en desarrollo, marketing e infraestructura de soporte técnico para las versiones iniciales son significantes. El desarrollo de nuevas versiones basadas en una anterior requiere menos gastos para desarrollar porque están basadas en la misma técnica de desarrollo. Los márgenes gruesos en el negocio del software son a menudo 70% u 80% ya que se necesitan muy pocos gastos para soportar una compañía de software. El trabajo del recurso humano es el mayor ítem ya que el desarrollo de software a menudo involucra el trabajo en equipo de 6, 12 o incluso 100 personas.
En la industria es común las compras hostiles o agresivas, Hay quienes dicen que la fusión de dos compañías es mucho más costosa que desarrollar sus propios productos[¿por quién?]. Un ejemplo es IBM, que en el pasado ha adquirido compañías como Tivoli, Corepoint, Lotus Development y recientemente Informix (base de datos que compite contra Oracle).
Es usual que las compañías de software tengan programas para reclutar socios de negocios (business partners program), con la cual amplían su marco de acción.
Hay que distinguir que la venta de software empaquetado es diferente a la venta de software a la medida o para empresas. En general el software empaquetado es instalado por el usuario y está listo para ser usado. Ofrece una solución común a todos a diferencia de un software a medida que satisface exactamente las necesidades del usuario. Además el soporte técnico se limita a un soporte telefónico[cita requerida]. La distribución de software empaquetado está a cargo de distribuidores mayoristas que compran a fábrica volúmenes considerables a precios que les permiten una reventa con un cierto margen. El producto llega al usuario final a través de resellers o tiendas retail. Los márgenes de un distribuidor mayorista pueden variar entre un 3-5%, mientras que el reseller gana en torno al 10%[cita requerida]. Algunos de los más importantes del mundo son: Ingram Micro o Tech Data.

## Software para desarrollo
Existe una categoría de software que requiere que se le agregue valor, como pueden ser los software de desarrollo (lenguajes de desarrollo o software que necesita sea adaptado e integrado). Este tipo de software va dirigido a empresas y es vendido por revendedores con un conocimiento mayor que entregan servicios adicionales a la simple venta de una caja (VAR: Value Added Resellers).
En la venta de software para grandes empresas o corporaciones, en general, se involucran directamente las marcas de software ya que les interesa tomar los proyectos grandes y poder vender adicionalmente capacitación, desarrollo, soporte, licencias y actualizaciones y consultoría. Los avances en tecnología del hardware y software de los últimos años han convertido al negocio de la computación en algo complejo. Es muy poco probable que las empresas pongan en marcha sus sistemas de computación sin la ayuda o asistencia de los vendedores de software (ejm: SAP)[cita requerida].

## Licencias de software
La licencia es un contrato en donde se proveen ciertos permisos como el de instalación, uso del software (no la propiedad), modificación del mismo, redistribución, entre otros, junto a posibles condiciones como la prohibición a la ingeniería inversa o la prohibición a la modificación de la licencia al redistribuir.
Recordemos que una licencia permite el uso de una versión, idioma y plataforma determinada del software (por ejemplo MS-Word versión 9.0, en español, para Windows). Aunque la tendencia es simplificar dichas restricciones y muchas compañías tienen licencias multiplataformas, multilingües y permiten hacer una copia del software en casa o en el portátil, si ya existe una licencia en la oficina o lugar de trabajo.
Se requiere una licencia por cada programa que se utiliza. Existen diferentes enfoques para la "utilización" de un programa. El más obvio es aquel que establece que cada usuario que instale el programa en su PC debe pagar por una licencia, sin embargo, en el caso de instalaciones en red, algunas compañías han definido que la "tasa de utilización" es en torno al 50 o 60% del total de empleados (concurrencia). La concurrencia se basa en que un programa puede ser ocupado por más de una persona simultáneamente, pero nunca por todos al mismo tiempo, por lo que no es necesario adquirir el 100% de las licencias, sino un porcentaje menor. Algunos software más sofisticadas son capaces de determinar cuantas personas están ocupando el programa en un momento dado.
Con la llegada del computador personal a principios de los 80´s, también nació el mercado masivo del software y el licenciamiento adquirió real interés. Hoy en día el licenciamiento se puede comprar a través de software empaquetado, programas de licenciamientos especiales o corporativos (por volúmenes, orientados a corporaciones, instituciones académicas o gobierno) o al comprar un PC con software pre instalado.
La licencia financia el desarrollo futuro de nuevas versiones.

## Tendencias en el licenciamiento
Hasta hace poco, casi todas las licencias eran compradas sobre una base de "licencias perpetuas", o sea los compradores pagaban una vez y usaban el software por tanto tiempo como ellos quisieran. 
La tendencia es lograr relaciones de largo plazo con los usuarios, más que vender "licenciamiento perpetuo" que luego hay que actualizar. Las compañías de software lanzan "versiones mayores" una vez al año o cada dos años, sin embargo, durante el año se liberan una serie de "versiones menores" que reparan "bugs", dan mayor estabilidad al software o entregan nuevas capacidades.
Los Contratos de Mantención o Actualización tienen la ventaja de permitir estar siempre actualizado con las últimas versiones. Los contratos pueden ser de un año, dos años o más. Para las compañías de software estos contratos les permiten crear una relación más cercana y de largo plazo con las empresas, así como un flujo esperado de ingresos. El valor de un Contrato de Actualización es aproximadamente el 25-30% del valor de la licencia.
Mientras existe cierto valor de ser propietario de por vida, hay beneficios mayores al "arrendar". La nueva modalidad es el Arrendamiento de Software o Suscripción, el cual permite usar el software por un periodo limitado, sin tener que incurrir en el costo de comprar licencias (costo de propiedad). Por otro lado el vendedor evita los largos periodos de evaluación y logra establecer una relación comercial a largo plazo 
Las licencias de acceso (o en inglés, CAL: Client Access License) se emplea para software en servidores.  Es una licencia que se debe adquirir por cada terminal (PC, pager, PDA, etc) accediendo una aplicación en el back-office. A diferencia del modelo cliente/servidor en que se paga por el software y por el acceso a los servicios,  en este caso, solo se paga por el acceso ya que el software es proporcionado en forma gratuita o incluido en el terminal (por ejemplo: browsers)

## Infracción de copyright
La duplicación no autorizada del software viola el derecho de autor y propiedad intelectual. Reproducir (instalar o copiar) software sin licenciar (sin autorización) es un delito y está penado por la ley.
La instalación de software en disco duro, es una práctica muy común entre los armadores de PCs.
La copia de software por usuarios finales es una práctica que se ha hecho tan común, como fotocopiar un libro. Sin embargo esta práctica a gran escala para su comercialización (falsificación)
Otro delito es la distribución no autorizada. Compra de licencias por volúmenes con descuento (corporaciones, instituciones académicas o gubernamentales) y su posterior redistribución a empresas que no califican.
Existe licenciamiento para integradores de hardware o fabricante de computadores (vienen en empaque diferente o pre-instalado)
Derecho de Reproducción, debe ser autorizada por el autor. Existen dos excepciones: Al comprar un software oficial, este puede instalarse en el computador para su uso (con lo cual se realiza una copia, que obviamente es necesaria para el funcionamiento). La segunda excepción es la copia de archivo o respaldo (copia de seguridad). Obviamente la copia de archivo o respaldo no puede ser ocupada simultáneamente a la copia instalada en el computador.
Los fabricantes de software en 1999, perdieron US$12.200 millones y un total de US$59.000 en el período (95-99)[cita requerida].

## Software en línea
Es una alternativa barata frente a la venta de software y no tendría que pagar por reparaciones o actualizaciones. Son accesibles desde cualquier lugar ya que almacenan los datos en línea. Entre las alternativas al Office, está ThinkFree. Para procesadores de texto está ThinkFree Write. Para las hojas de cálculo está ThinkFree Calc, WikiCalc, Num Sum e iRows. Para los correos electrónicos está Gmail de Google, Hotmail de Microsoft, Yahoo! Mail y otros servicio de correo electrónico basados en la Web.
Muchas empresas de tecnología como Oracle, Hewlett-Packard Co., entre otras están usan el software en línea para reducir costos.